# Distrito de Semily
El distrito de Semily es uno de los cuatro distritos que forman la región de Liberec, República Checa, con una población estimada a principio del año 2018 de 73 882 habitantes. Se encuentra ubicado al norte del país, al norte de Praga, cerca de la frontera con Alemania y Polonia. Su capital es la ciudad de Semily.

## Localidades (población año 2018)
- Bělá 270
- Benecko 1,234
- Benešov u Semil 859
- Bozkov 583
- Bradlecká Lhota 242
- Bukovina u Čisté 213
- Bystrá nad Jizerou 117
- Chuchelna 998
- Čistá u Horek 566
- Háje nad Jizerou 688
- Harrachov 1421
- Holenice 92
- Horka u Staré Paky 249
- Horní Branná 1876
- Hrubá Skála 593
- Jablonec nad Jizerou 1670
- Jesenný 472
- Jestřabí v Krkonoších 239
- Jilemnice 5410
- Kacanovy 219
- Karlovice 772
- Klokočí 198
- Košťálov 1653
- Kruh 480
- Ktová 192
- Levínská Olešnice 365
- Libštát 948
- Lomnice nad Popelkou 5553
- Loučky 170
- Martinice v Krkonoších 607
- Mírová pod Kozákovem 1727
- Modřišice 436
- Mříčná 581
- Nová Ves nad Popelkou 650
- Ohrazenice 1114
- Olešnice 192
- Paseky nad Jizerou 251
- Peřimov 257
- Poniklá 1125
- Přepeře 930
- Příkrý 245
- Radostná pod Kozákovem 445
- Rakousy 92
- Rokytnice nad Jizerou 2670
- Roprachtice 279
- Rovensko pod Troskami 1265
- Roztoky u Jilemnice 1051
- Roztoky u Semil 115
- Semily 8421
- Slaná 679
- Stružinec 711
- Studenec 1920
- Svojek 178
- Syřenov 207
- Tatobity551
- Troskovice 97
- Turnov 14 312
- Veselá 232
- Víchová nad Jizerou 950
- Vítkovice 391
- Všeň 606
- Vyskeř 392
- Vysoké nad Jizerou 1292
- Záhoří 495
- Žernov 239